# Mahdia (Algeria)
Mahdia è un comune dell'Algeria, situato nella provincia di Tiaret.